# Politorium
Politorium (en llatí Politorium, en grec antic Πολιτώριον) va ser una antiga ciutat del Latium, que va ser destruïda a la primera època de la història romana.
El rei Anc Marci la va ocupar i la va fer desaparèixer, i es va emportar als seus habitants a Roma. Els llatins la van recolonitzar i Anc Marci hi va tornar i la va destruir. La menciona Plini el Vell a la seva llista de ciutats desaparegudes del Latium. Correspon probablement a la moderna La Giostra però s'han proposat altres ubicacions.
Marc Porci Cató Censorí, en dona una falsa etimologia, quan diu que la va fundar l'heroi Polites, fill de Príam.